# Gustav Ernest
Gustav Ernest   (5 de juliol de 1858 - 28 de novembre de 1941) fou un compositor alemany.
Malgrat viure molts anys, no se'n sap pràcticament res d'aquest compositor; només que l'any 1909 va dedicar al seu amic, el violinista Hans Wessely, un concert per a violí i piano, que encara l'any 2008 es van posar a la venda les partitures d'aquest concert.